# Саут-Гантінгдон Тауншип (округ Вестморленд, Пенсільванія)
Саут-Гантінгдон Тауншип (англ. South Huntingdon Township) — селище (англ. township) в США, в окрузі Вестморленд штату Пенсільванія. Населення — 5418 осіб (2020).

## Демографія
Згідно з переписом 2010 року, у селищі мешкало 5796 осіб у 2394 домогосподарствах у складі 1701 родини. Було 2607 помешкань
Расовий склад населення:
| - 97,9 % — білих - 0,8 % — чорних або афроамериканців - 0,1 % — корінних американців - 0,1 % — азіатів |

До двох чи більше рас належало 0,9 %. Частка іспаномовних становила 0,7 % від усіх жителів.
За віковим діапазоном населення розподілялося таким чином: 19,4 % — особи молодші 18 років, 63,4 % — особи у віці 18—64 років, 17,2 % — особи у віці 65 років та старші. Медіана віку мешканця становила 44,7 року. На 100 осіб жіночої статі у селищі припадало 101,6 чоловіків;  на 100 жінок у віці від 18 років та старших — 101,2 чоловіків також старших 18 років.
Середній дохід на одне домашнє господарство  становив 64 107 доларів США (медіана — 52 462), а середній дохід на одну сім'ю — 73 093 долари (медіана — 68 279). Медіана доходів становила 51 653 долари для чоловіків та 28 438 доларів для жінок. За межею бідності перебувало 11,3 % осіб, у тому числі 15,6 % дітей у віці до 18 років та 8,7 % осіб у віці 65 років та старших.
Цивільне працевлаштоване населення становило 2895 осіб. Основні галузі зайнятості: освіта, охорона здоров'я та соціальна допомога — 18,5 %, виробництво — 14,6 %, роздрібна торгівля — 10,6 %, будівництво — 10,5 %.